# Verena Sailer
Verena Sailer (ur. 16 października 1985 w Illertissen) – niemiecka lekkoatletka, sprinterka.
Pierwszy swój sukces odniosła w 2005 roku zdobywając brązowy medal na Młodzieżowych mistrzostwach Europy w Erfurcie oraz wywalczyła srebrny medal w sztafecie 4 × 100 metrów. W 2007 roku na Młodzieżowych mistrzostwach Europy w Debreczynie zdobyła złoty medal w biegu na 100 metrów. W 2009 roku zdobyła brązowe medale na Halowych Mistrzostwach Europy w biegu na 60 metrów w Turynie i na mistrzostwach świata w Berlinie  w sztafecie 4 × 100 m. W 2010 została mistrzynią Europy w biegu na 100 metrów oraz zajęła trzecie miejsce w plebiscycie European Athlete of the Year Trophy. W 2011 z powodu kontuzji nie wzięła udziału w mistrzostwa świata. W 2012 zdobyła złoto w sztafecie 4 × 100 metrów na mistrzostwach Europy w Helsinkach. Startowała na igrzyskach olimpijskich w Londynie, na których dotarła do półfinału biegu na 100 metrów, a wraz z koleżanki z reprezentacji, zajęła 5. miejsce w biegu rozstawnym.

## Osiągnięcia
- brąz Młodzieżowych mistrzostw Europy (bieg na 100 metrów, Erfurt 2005), na tej samej imprezie Sailer wywalczyła srebrny medal w sztafecie 4 × 100 metrów
- złoto Młodzieżowych mistrzostw Europy (bieg na 100 me, Debreczyn 2007), niemiecka sztafeta z Sailer na drugiej zmianie obroniła podczas tej imprezy srebrny medal sprzed 2 lat
- 5. miejsce podczas Igrzysk olimpijskich (sztafeta 4 × 100 m, Pekin 2008)
- brązowy medal Halowych Mistrzostw Europy (bieg na 60 metrów, Turyn 2009)
- 4. miejsce w biegu na 100 metrów podczas pucharu interkontynentalnego (Split 2010)
- złoty medal mistrzostw Europy (bieg na 100 m, Barcelona 2010)
- złoty medal mistrzostw Europy (sztafeta 4 × 100 m, Helsinki 2012)
- 5. miejsce podczas igrzysk olimpijskich (sztafeta 4 × 100 m, Londyn 2012)
- 4. miejsce na mistrzostwach świata (sztafeta 4 × 100 metrów, Moskwa 2013)
- 8. miejsce podczas halowych mistrzostw świata (bieg na 60 metrów, Sopot 2014)
- 5. miejsce na mistrzostwach świata (sztafeta 4 × 100 metrów, Pekin 2015)
- reprezentantka kraju w zawodach pucharu Europy oraz drużynowych mistrzostwach Europy
- wielokrotna mistrzyni Niemiec

## Rekordy życiowe
- Bieg na 100 metrów – 11,02 (2013)
- Bieg na 60 metrów (hala) – 7,08 (2015)